# Kościewicze (rejon wołkowyski)
Kościewicze (biał. Косцевічы, Kosciewiczy; ros. Костевичи, Kostiewiczi) – wieś na Białorusi, w obwodzie grodzieńskim, w rejonie wołkowyskim, w sielsowiecie Gniezno.
W dwudziestoleciu międzywojennym leżała w Polsce, w województwie białostockim, w powiecie wołkowyskim, w gminie Biskupice.